# Kongói Népköztársaság
A Kongói Népköztársaság (franciául: République Populaire du Congo) egy marxista-leninista állam volt még a hidegháborús időszakban. 1969-ben alakult a Kongói Munkáspárt vezetésével (PCT). 23 éves fennállás után 1991-ben (mint a legtöbb szocialista és kommunista állam) megszűnt létezni. A rendszer bukása után André Milongo-t nevezték ki az átmeneti kormány miniszterelnökévé. 

A Kongói Munkáspárt címere

## Előzmények
Alphonse Massamba Débat 1963-ban került hatalomra. Habár kommunista országok (például Kína) felé orientálódott és Massamba szocialista elveket vallott, az ország nem volt kommunista berendezkedésű. 1964-ben Débat egypárt rendszert hozott létre. Massamba Débat és a pártját a Défense Civile nevű katonai szervezet támogatta. 1968-ban Massamba a tüntetések hatására sok politikai és katonai vezetőt (például Marien Ngouabi-t is) börtönbe vetett.  

## Kikiáltása
Még 1968-ban Massamba Débat amnesztiát hirdetett, így szabadulhatott Marien Ngouabi is. Massamba szeptemberében lemondott a tisztségéről, az új államfő pedig Ngouabi lett, aki 1968. december 31-én töltötte be a tisztséget. Az új államfő 1969. január 31-én nevezte át az országát Népköztársasággá. Az állam december 29-ei kongresszusa után Marien Ngouabi pártja, a Kongói Munkáspárt (PCT) lett az ország egyetlen pártja. Ngouabi a ciklusa alatt számos kommunista intézkedés vezetett be, például az intézmények államosítását.                                                                                                                                                                                                                                 Ngouabi-t 1977-ben meggyilkolták. Őt Joachim Yhombi-Opango követte, aki csak 1979.februárjáig volt hatalmon. Joachim-ot a (mostani kongói elnök) Denis Sassou-Nguesso követte, aki a rendszer bukásáig hatalmon maradt. 
Az állam a hidegháborús időszakban – mint minden afrikai kommunista állam (Benin, Mozambik, Etiópia stb...) szoros kapcsolatban állt a Szovjetunióval és ez a szoros kötődés Ngouabi halála után sem enyhült. Az ország (mint minden volt gyarmat) erős viszonyt ápolt a volt anyaországgal, Franciaországgal.

## Gazdasága
A Kongói Népköztársaság lakossága 1980-ban volt 2 153 685 fő. Etnikailag eléggé sokszínű volt. A legnagyobb etnikumok a Kikongo, Teke és a Lingala volt. A francia volt a közigazgatási nyelv, de elismert nyelv volt a lingalai és a kituba. A lakosság nagy része inkább a városokban tömörült össze (Brazzaville, Pointe-Noire). A Kongói Népköztársaság meglehetősen szegény és fejletlen ország volt. A lakosság 80%-a írástudatlan volt, nagyon magas volt a csecsemőhalandóság és nagyon alacsony volt az átlag élettartam. A kommunista irányzat (és a későbbi 1994-es infláció és az egy évig tartó polgárháború) miatt az ország eladósodott és eléggé elmaradottá vált.                                                                                                                                                                                                                                                                        1980-ban a GDP 65%-át a kőolaj kitermelés adta. 

## Az állam bukása
1991-ben a Szuverén Nemzeti Konferencia eltörölte a "népi" (populaire) jelzőt az állam nevéből. Felváltották a himnuszt, a zászlót és a címert, a PCT-t pedig leváltották. A Konferencia kinevezte az ország átmeneti államfőjének André Milongo-t. A rendszert már 1991-ben megszüntették, de az állam hivatalosan csak 1992-ben szűnt meg. 

## Képek

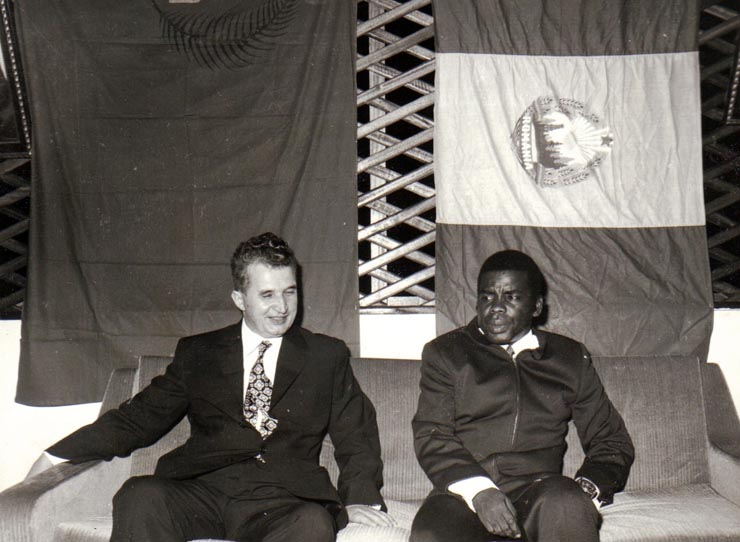
Ceausescu és Ngouabi találkozója. (1972)

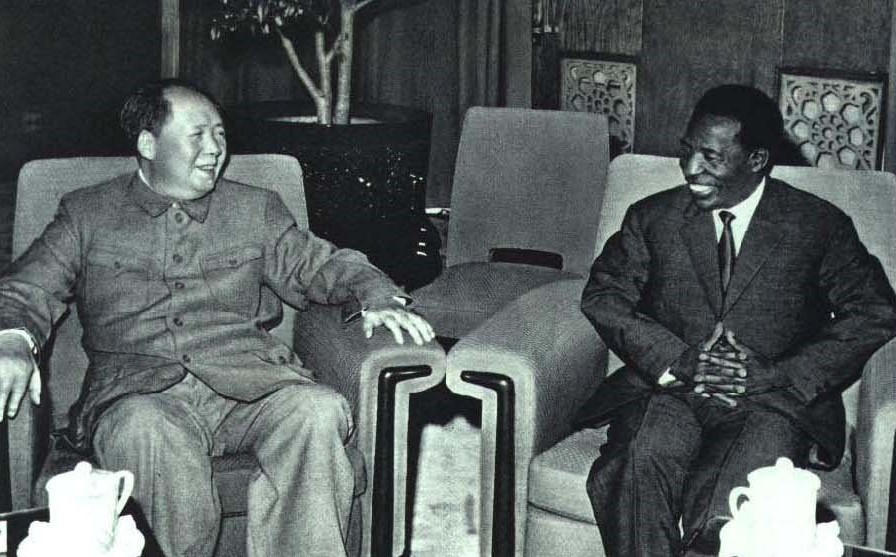
Massamba Débat és Mao Ce-tung (1964)

A kongói hadsereg zászlaja (1970-1992)

## Fordítás
Ez a cikk a People's Republic of Congo fordítása.